# 千葉美乃梨
千葉 美乃梨（ちば みのり、1988年11月9日 - ）は、NHKのアナウンサー。

## 人物・来歴
宮城県仙台市出身。私立宮城学院高等学校、法政大学社会学部メディア社会学科を卒業後、2012年に入局。
2012年6月より研修を経て初任地である山形放送局に配属された。2015年4月の人事異動で、地元仙台放送局へ異動。2017年4月に東京アナウンス室へ異動。2019年11月7日から産休。2020年9月に再び地元仙台放送局へ異動。2025年4月から、2度目の東京アナウンス室へ異動。

## 嗜好・挿話
- 大学時代は自主マスコミ講座に在籍していた[4]。
- 2017年12月23日のまちかど情報室スペシャルではブルゾンちえみをまねた『ブルゾン美乃梨』を演じた[5][6]。
- ハロー!プロジェクトのファンでモーニング娘。のコンサートにも足を運ぶほど[7]。

## 現在の担当番組
- ハートネットTV（リポーター：2025年4月 - ）
- チョイス@病気になったとき（リポーター：2025年4月 - ）
- ふんわり（ラジオ第1：2025年4月 - ）- 火曜・木曜のパートナー
- 首都圏ネットワーク（リポーター・ニュースリーダー：2025年4月 - ）
- 首都圏・関東甲信越のニュース（不定期）

## 過去の担当番組
山形放送局時代（2012年度 - 2014年度）
- 土曜スタジオパーク（2012年5月19日） - 新人お披露目[8]
- ニュースやまがた6時（2013年4月1日 - 2015年3月27日） - キャスター
- 山形県のニュース・中継・リポート
- ゆうどきネットワーク（2012年12月6日） - 「行ってみたい!」リポーター
- 着信御礼!ケータイ大喜利（2013年3月17日、12月1日）[9][10]
- 第85回記念選抜高等学校野球大会（2013年3月） - アルプスリポーター
- ゆうどきネットワーク（2013年8月7日） - 山形花笠まつり中継リポーター
- はに丸ジャーナル（2014年8月13日） - 進行
- ニュースウオッチ9（フィールドリポーター）（井上あさひ夏期休暇中に代理キャスターを務めた佐々木彩の代理リポーター）（2014年8月18日 - 22日）
- ひるブラ「カラフルかわいい！豆の町〜山形・川西町〜」（2014年11月12日）

仙台放送局時代（1度目）（2015年度 - 2016年度）
- おはよう宮城
- TOHOKUメンコイらぼ[11]
- てれまさむね（不定期）
- 宮城県・東北地方のニュース
- 林修の見れば納得！ギジンカイメイ（2016年3月25日） - 進行
- 東京2020 12時間スペシャル →2020 （2016年10月10日） -「Nスポ!2016」中継リポーター
- 一本の道「“美の島”楽園の道を歩く〜フランス・コルシカ島〜」（2017年3月22日）

東京アナウンス室（2017年度 - 2020年8月）
- NHKニュースおはよう日本（まちかど情報室・旬体感リポーター）（2017年4月10日 - 2018年3月30日）
  - まちかど情報室は新井秀和と隔週交代・旬体感は原則月1回、日曜日
- 女性代理キャスター（平日：5:00 - 6:00）（土曜日曜：6:00 - 8:00）
  - 近江友里恵の代理（2017年8月1日 - 4日、12月21日、2018年1月29日 - 2月2日）
  - 赤木野々花の代理（2017年9月28日 - 29日、10月23日、2018年2月16日）
  - 小郷知子の代理（2018年2月17日 - 18日、7月29日）
- ど〜なった!? あのジケン（2017年5月13日）
- さわやか自然百景『有明海 田古里川河口』（ナレーション・2017年7月16日）
- ど〜なった!? あのジケン FILE．2「“宙に浮いた”年金記録問題」（2017年8月7日）
- 真夏のお笑い夜通しフェス どぅっかん！どぅっかん！（2017年8月12日）
- 第84回NHK全国学校音楽コンクール 全国コンクール「小学校の部」（2017年10月7日）
- 就活応援TV〜学生と企業のホントの本音〜（2018年3月4日）
- 発表!Nコン2018課題曲（2018年3月10日）
- プレーバック2．17 羽生善治VS.藤井聡太 最強の極意（2018年3月10日）
- あさイチ（リポーター）（2018年4月16日 - 2019年11月6日）
- サンドウィッチマンの天使のつくり笑い（ラジオ第1・出田奈々と隔週交代）（2017年4月18日 - ）
- おやすみ日本 眠いいね!（2018年10月21日 - ） - 司会
- ニュース・気象情報（不定期）
- らじるの時間（不定期）
- さわやか自然百景『秋 岩手山』（ナレーション・2018年12月2日）
- 旬感☆ゴトーチ!「赤レンガ倉庫のクリスマス！〜神奈川横浜市〜」（2018年12月3日）
- 天空のスペクタクル〜オーロラ・四季の絶景〜（2018年12月25日）
- 全日本なわとびかっとび王選手権2018 （2018年12月26日）
- 第69回NHK紅白歌合戦（ラジオ中継）（2018年12月31日）
- 江戸あばんぎゃるど（2019年1月16日、23日）
- たけしのその時カメラは回っていた（2019年2月16日、2月23日）
- 今日は一日“小林武史”三昧（2019年2月24日）
- 就活応援TV 2019「学生と企業のホントの本音」（2019年3月2日）
- 三四郎のオールナイトニッポン（ニッポン放送）（2019年4月26日・ゲスト出演）
- インタビュー ここから「サンドウィッチマン」（2019年5月2日）
- NHK・民放連共同ラジオキャンペーン「#このラジオがヤバい」（2019年5月6日）
- スーパープレミアム 謎の天空遺跡 マチュピチュ大中継（司会・2019年6月1日）
- 今日は一日“ハロプロ”三昧（2019年8月16日）
- 超三国志「徹底解明！英雄たちの真実」（2019年9月8日）

仙台放送局時代（2度目）（2020年9月 - 2024年度）
- Nandary（なんだりー）（2022年4月4日 - 2025年3月7日） - ラジオパーソナリティ
- ラジオ100年プロジェクト キクコトノミライ（R1・ラジオ第一）リモート出演によるゲスト（2023年1月20日）[12]。
- 宮城県 · 東北地方のニュース・中継・リポート